# Тау Большой Медведицы
Тау Большой Медведицы (англ. Tau Ursae Majoris) — двойная звезда в созвездии Большой Медведицы. Имеет визуальную величину 4,66m и, таким образом, видна невооружённым глазом. Из-за межзвёздной пыли выглядит потускневшей на 0,19m. Расположена на расстоянии около 126 световых лет от Солнца (годичный параллакс — 25,82 мс).
Это спектрально-двойная звезда (однако наблюдается лишь один набор линий) с периодом обращения 2,9 года и эксцентриситетом 0,48. Главный компонент (A) является развитым ярким гигантом со звёздной классификацией kA5hF0mF5 II. Эти обозначения указывают, что в спектре звезды представлены кальциевые K-линии звезды A5, водородные линии звезды F0 и металлические линии звезды F5. Это развитая Am-звезда типа ρ Кормы, класса развитых звёзд, имеющих химические особенности Am-звёзд. Расположена в полосе неустойчивости на диаграмме Герцшпрунга — Рассела, но не считается переменной.

## Название
С φ, h, υ, θ, e и f Тау Большой Медведицы составляет арабский астеризм Сарир банат аль-на’сх, трон дочерей на’сх и аль-Haud.